# Флуоцинолона ацетонид
Флуоцинолона ацетонид (Fluocinolone acetonide) — противовоспалительное лекарственное средство, глюкокортикостероид, применяется в виде мази для наружного применения. Выпускается под наименованиями
«Синафлан», «Флуцинар», «Синалар», «Синодерм», «Флукорт», «Эзацинон».

## Форма
Мазь от светло-жёлтого до жёлтого цвета для наружного применения 0,025 % в алюминиевых тубах по 10 г или 15 г. Каждую тубу вместе с инструкцией по медицинскому применению препарата помещают в картонную упаковку.

## Состав
В 100 г мази содержится:
- Активное вещество: флуоцинолона ацетонид — 0,025 г;
- Вспомогательные вещества: 1,2 пропиленгликоль, ланолин безводный, церезин, вазелин медицинский.

## Фармакологическое действие
Обладает противовоспалительным, противоаллергическим, антиэкссудативным и противозудным действием. Уменьшает проявления и устраняет воспалительную кожную реакцию.
С точки зрения биохимии, молекула флуоцинолона ацетонида является агонистом рецептора белка SMO.
Рецептор SMO связан с формированием эмбриона, регенерацией тканей, обновлением стволовых клеток и ростом раковых клеток. Однако, действие флуоцинолона ацетонида отличается от действия других агонистов рецептора, например, от действия пурморфамина.
Ацетонид  скорее сенсибилизирует клетки для Shh-активации, чем активирует путь собою.

### Фармакокинетика
После всасывания с поверхности кожи связывается с белками плазмы, подвергается метаболизму, происходящему, главным образом, в печени. Выделяется через почки.

## Показания
Воспалительные и аллергические заболевания кожи немикробной этиологии (красный плоский лишай, себорейный дерматит, экзема различного генеза и локализации, нейродермит, кожный зуд, псориаз, солнечные ожоги, укусы насекомых и другие хронические формы воспалительных и аллергических заболеваний кожи, сопровождающихся сухостью кожи).

## Противопоказания
Повышенная чувствительность к компонентам препарата. Бактериальные, вирусные, грибковые кожные заболевания. Аногенитальный зуд, пиодермия, опухоли кожи. Инфекционные заболевания кожи, кожные проявления сифилиса, туберкулез кожи, пелёночная сыпь, розовые угри, обширные псориатические высыпания (бляшки), трофические язвы голени, связанные с варикозным расширением вен, рак кожи, невус, атерома, меланома, гемангиома, ксантома, саркома, беременность и период кормления грудью, детский возраст (до 1 года). С осторожностью применяют у девушек в период полового созревания.

## Применение
Наружно. На кожу, предварительно протёртую тампоном, смоченным антисептической жидкостью, наносят небольшое количество препарата 2—4 раза в день и слегка втирают. Длительность лечения зависит от характера заболевания и составляет обычно 5—10 дней, при длительном течении заболевания — до 25 дней. При ограниченных очагах поражения для усиления эффекта мазь можно применять под окклюзионную повязку. Не разрешается применять под повязку более 2 г мази в сутки. Мазь предпочтительнее использовать при сухих формах дерматозов.

## Побочные действия
Возможно развитие вторичных инфекционных поражений кожи и атрофических изменений в ней (жжение, кожный зуд, сухость кожи, стероидные угри, фолликулит). При длительном применении — гипертрихоз, алопеция, особенно у женщин, атрофия кожи, местный гирсутизм, телеангиэктазии, пурпура, нарушение пигментации. При нанесении на обширные поверхности возможны системные проявления (гастрит, стероидная язва желудка, надпочечниковая недостаточность, синдром Иценко-Кушинга, стероидный сахарный диабет, замедление репаративных процессов).

## Взаимодействия
Совместим с противомикробными средствами. Снижает активность гипотензивных, диуретических, антиаритмических средств, препаратов калия. Мочегонные препараты (кроме калийсберегающих) повышают риск развития гипокалиемии.

## Указания
Применяют только короткими курсами на небольших участках кожи. Препарат не следует наносить на лицо. Избегать попадания препарата в глаза. Длительность назначения у детей не должна превышать 5 дней. Во время лечения рекомендуется носить свободную одежду. У больных с обыкновенными или розовыми угрями на фоне лечения возможно обострение заболевания. Для предупреждения местных инфекционных осложнений рекомендуется назначать в сочетании с антимикробными средствами.

## Передозировка
Зуд, жжение кожи на месте нанесения мази, гипергликемия, глюкозурия, синдром Иценко-Кушинга. Лечение: симптоматическое на фоне постепенной отмены препарата.

## Условия хранения
При температуре не выше 25 °C, в недоступном для детей месте.